# Carl Fredrik Akrell
Carl Fredrik Akrell, före adlandet Akrel, född den 13 januari 1779 i Uppsala, död den 11 december 1868, var en svensk officer (generallöjtnant), kartograf och grafiker.

## Bakgrund och karriär
Carl Akrell var son till kopparstickaren Fredrik Akrel och hans hustru Kristina Bergqvist. Han antogs som ung till auskultant vid lantmäterikontoret, men övergick 1794 till fortifikationen, där han 1796 befordrades till konduktör. Han deltog därefter under Eric Nordewalls ledning i arbetena vid Trollhätte kanal och slussverks byggnader och tjänstgjorde en tid som fortifikationsbefälhavare vid befästningsarbetena i Stockholms skärgård. 1806 befordrades han till löjtnant vid den av Gustaf Wilhelm af Tibell inrättade fältmätningskåren. Han invaldes samma år i Krigsvetenskapsakademien och befordrades 1806 till kapten i armén och förordnades till informationsofficer vid Karlberg, med föreläsningskyldighet i fortifikation, ett uppdrag som han innehade i närmare 20 år.
Vid svenska arméns sammandragande 1812 befordrades Akrell till överadjutant vid tredje arméfördelningens stad, men förflyttades 1813 till samma plats vid norra tyska arméns generalstab. Under kriget deltog han med utmärkelse i slagen vid Gross-Beeren, Dennewitz, och Leipzig. I slaget vid Leipzig träffades han i bröstet av en muskötkula, som sedan följde honom livet igenom som berlock vid hans urkedja. Efter samma batalj utnämndes han till riddare av Svärdsorden, och befordrades under fälttågets fortgång till major och överstelöjtnant samt erhöll medaljen För tapperhet i fält. 1819 upphöjdes han i adligt stånd och befordrades, efter att ha förrättat brigadchefstjänst vid fältmätningsbrigaden 1828 till överste i armén. Då samma brigad 1831 ombildades till en särskild kår under namnet Topografiska kåren, blev han dess första chef och året därpå generaladjutant.
År 1843 befordrades Carl Akrell till generalmajor, och 1849-1862 var han även kansler för Krigsakademin.
År 1854, samma år som han blivit generallöjtnant, fick han uppdrag att organisera Elektriska Telegrafverket, över vilket han var chef till 1862. Telegrafverkets snabba utveckling var i huvudsak hans förtjänst. Som ledamot av Kungliga Vetenskapsakademien, publicerade Akrell flera avhandlingar i ämnen som: Föreläsningar i fortifikationen (1811), som sedan översattes till ryska och begagnades som lärobok vid militärskolorna i Ryssland; Om rekognosceringar (1813); Berättelse om slaget vid Leipzig (1814) med flera arbeten.
En annan sida av Carl Akrells verksamhet var hans skicklighet som ritare och gravör. Han kartor är för sin tid utmärkta, och aqua-tinta-gravyrerna i Ulrik Thersners stora verk Fordna och närvarande Sverige, liksom i Jean Baptiste Le Chevaliers Resa till Propontiden och svarta havet och Axel Leonhard Klinckowströms Bref om Förenta Staterna med flera arbeten, vittnar om en talang, som kanske höjt sig till mästerskap, om han fått tillfälle att utvecklas på området. Akrell finns representerad vid bland annat Kalmar konstmuseum, Örebro läns museum, Nationalmuseum i Stockholm och Uppsala universitetsbibliotek.
Carl Akrell var sedan 1808 gift med Margareta Gyllenhammar och är begravd på Solna kyrkogård.

## Bilder

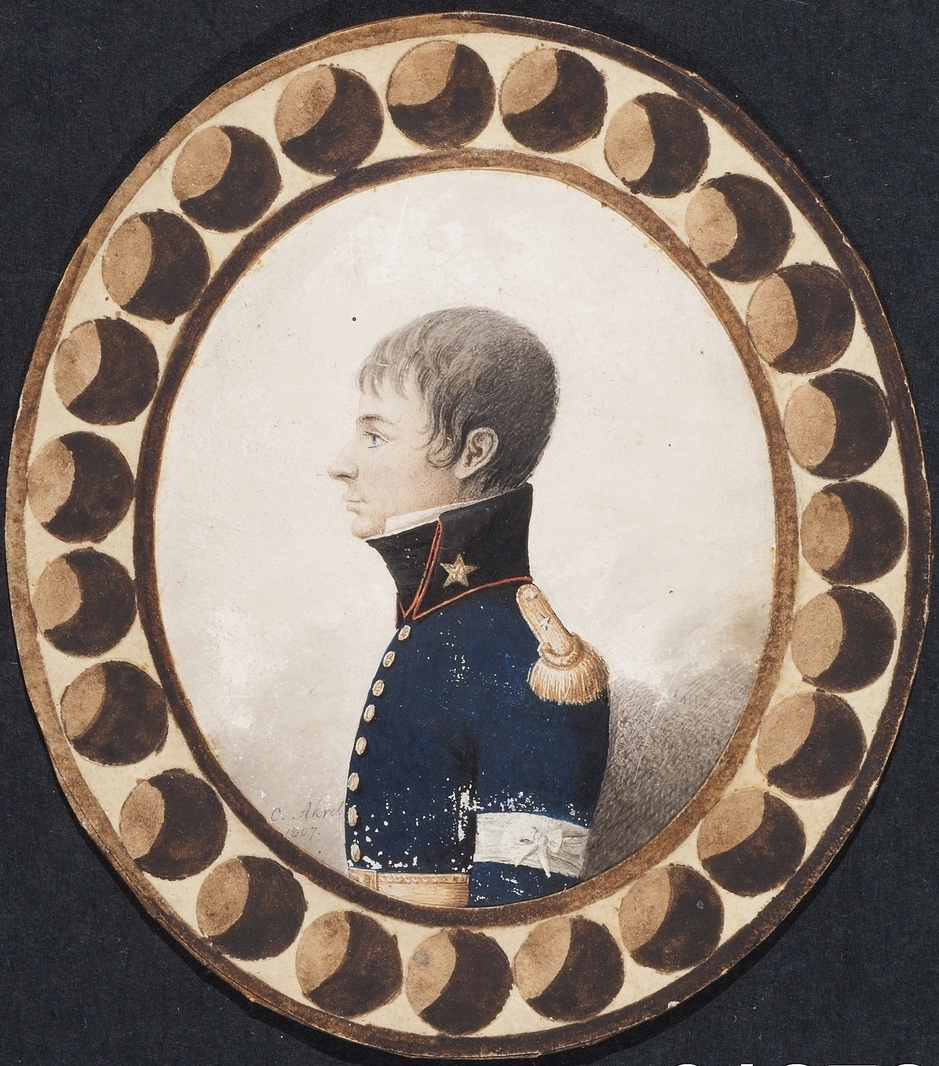
Carl Fredrik Akrell som löjtnant i Fältmätningskårens uniform, 1807

## Verk

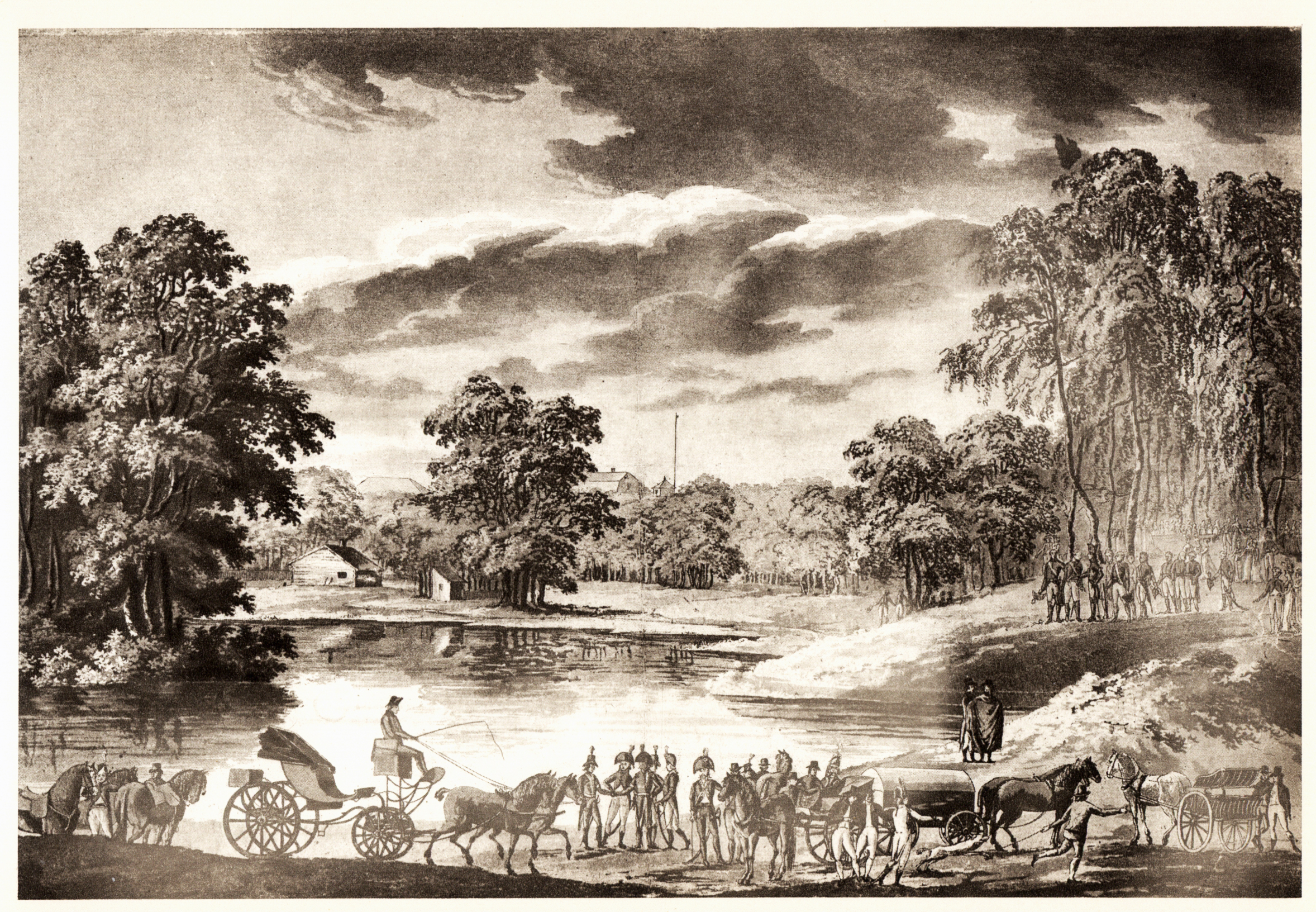
Medevi brunn 1798. Akvatintgravyr av Akrell 1803 efter en teckning av C. J. Fahlcrantz.
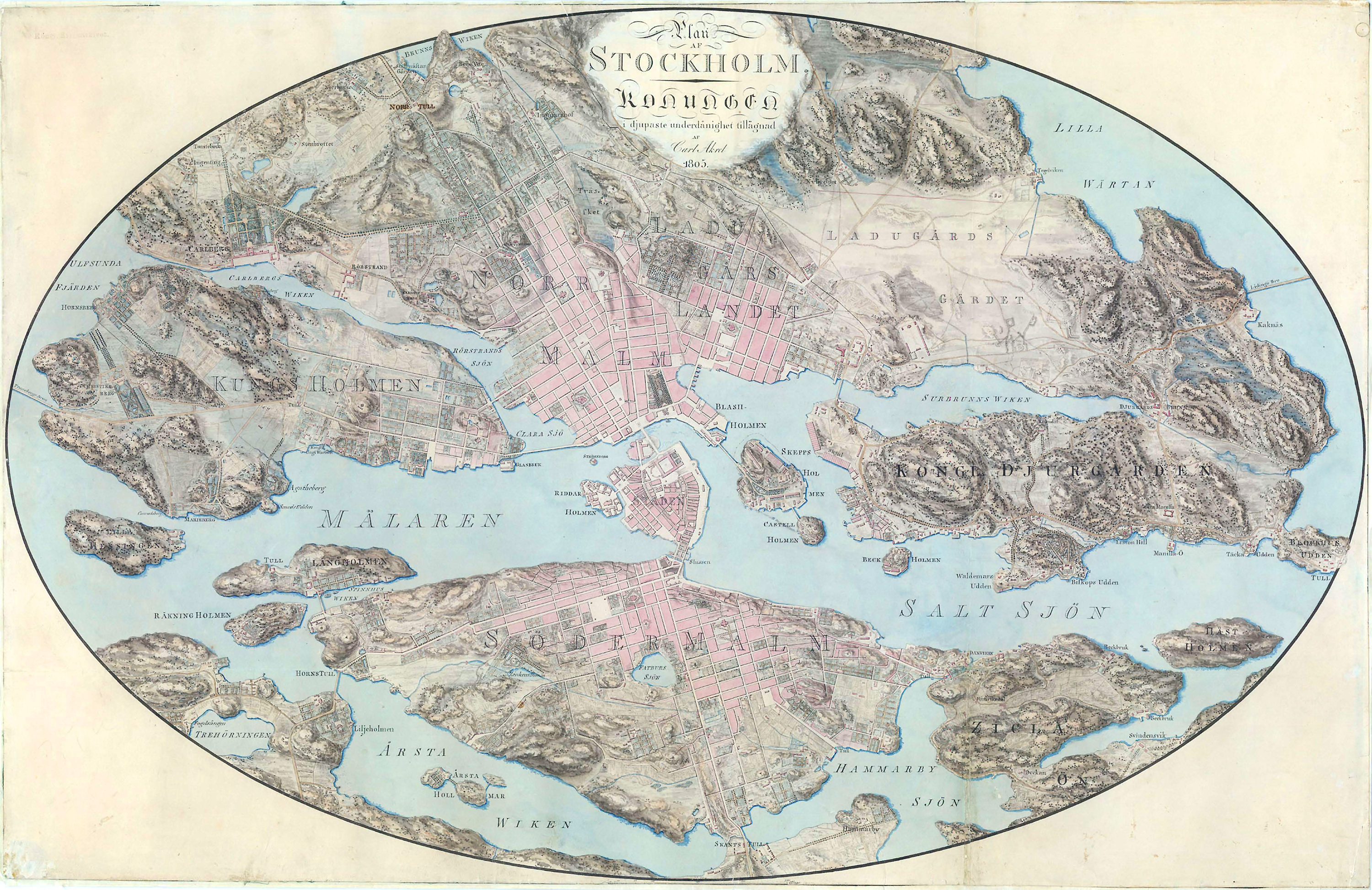
Akrells Stockholmskarta från 1802.
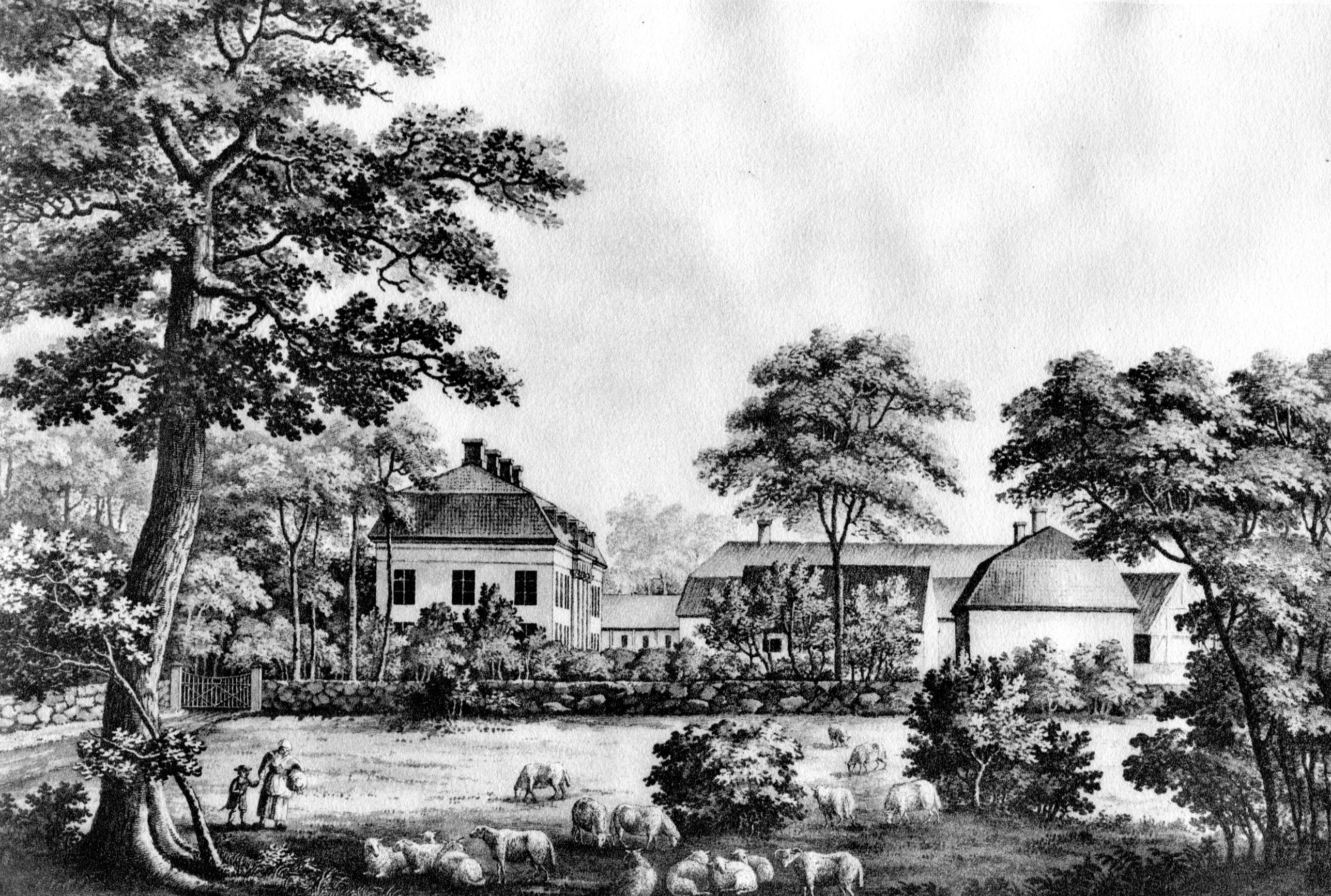
Skillinge säteri från västra sidan år 1817.